# Waterfox
Waterfox je odprtokodni spletni brskalnik za 64-bitne operacijske sisteme z namenom biti hiter in etičen. Obstajajo uradne izdaje za 64-bitni Windows (tudi prenosna različica), za macOS, 64-bitni Linux in 64-bitni Android. 
Waterfox temelji na Firefoxu in je ustvarjen s pomočjo različnih kodnih prevajalnikov ter s pomočjo Intelove matematične knjižnice za jedra. Različice za Linux se gradijo z Clang. Waterfox bo še naprej podpiral dolgoletno funkcionalnost razširitev na osnovi XUL in XPCOM, ki je iz Firefoxa odstranjena v različici 57.
Prvotni namen tega brskalnika je bil, Firefox pospešiti. Ob objavi najnovejše različice firefoxa  Firefox quantum je prišlo do dvomljivih promocij in samovoljnih vgradenj (kot je recimo bila vgradnja reklame za TV serijo Mr. Robot  v nastavitev). Gre za več ali manj dobrovoljne korake, problem pa je bila odločitev, vgraditi jih brez soglasja uporabnikov in to v aktiviranem stanju, kar je nedvomno vprašljivo z vidika Manifesta Mozille, kanona Mozille in njenih uporabnikov. Lahko rečemo, da se je vodstvo Mozille Firefox ustrelil v koleno, saj je nehote pokazalo, kakšno moč drži v rokah.
Waterfox te dvome in skepso razprši, ker kot mehka vilica tesno sledi napredkom v Firefoxu. Pri tem odstrani nekatere značilnosti (gl. dalje) ali pa privije tu in tam kak vijak, da ostane popolnoma združljiv s svojim prednikom.

## Pregled
Waterfox 56.0.3. se razlikuje od Firefoxa 56.x v naslednjih podrobnostih: 
Onemogočeno
šifrirane razširitve za predstavnost (Encrypted Media Extensions - EME)
Spletni Runtim
Odstranjeno
Adobe DRM
Pocket
Telemetrija
Zbiranje podatkov
Profiliranje zagona
Sponzorirane domine na strani "nov zavihek"
Dovoljeno
delovanje vseh 64-bitnih vtičnikov NPAPI
delovanje nepodpisanih razširitev
Dodano
Možnost podvojitve zavihka
Možnost izbire jezika v nastavitvah na plošči Splošno
Privzeti iskalnik je Ecosia namesto Google ali Yahoo!
Poziv za piškotke od različice 56.0 (beta)

## Zgodovina
Waterfox je bil prvič objavljen 27. marca 2011 za 64-bitni Windows. Izgradnja za Mac je prišla na vrsto 14. maja 2015 z izdajo različice 38.0, za Linux pa 20. decembra 2016 z izdajo različice 50.0. Različica za Android je prvič pokukala na svet z različico 55.2.2.
Različica 29.0, objavljena 22. julija 2015,  je bila na voljo tudi kot izdaja za iOS. Med 12. majem in 12. novembrom 2015 pa je Waterfox nudil lasten iskalnik za dobrodelne namene, imenovan Storm - Nevihta.

## Primerjave in uporaba
32-bitni Firefox je posekal 64-bitni Waterfox v testih Peacekeeper browser benchmark spletne revije TechRepublic leta 2012, 64-bitni Waterfox pa je bil nekoliko uspešnejši od 32-bitnega Firefoxa v testih, ki jih je leta 2014 objavila Softpedia. Leta 2016 pa se je 64-bitni Waterfox odrezal slabše kot 64-bitni Mozilla Firefox pri testih Kraken, SunSpider, JetStream in Octan 2.0. Testi so bili na voljo na spletnih straneh razvijalcev, vendar sedaj niso več dostopni.
Doslej je Waterfox doživel več kot 6 milijonov prenosov.